# Gorguja
Gorguja és una entitat de població del municipi de Llívia, a la comarca de la Baixa Cerdanya.

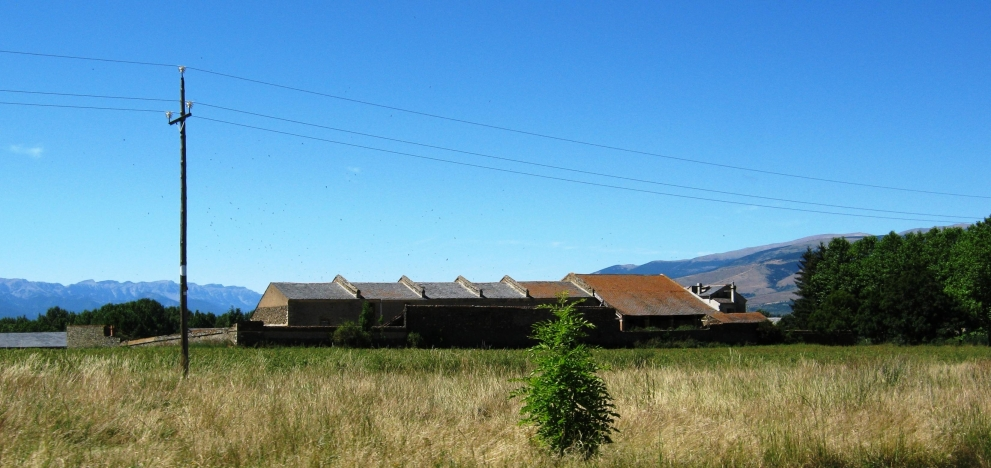
El Mas Carbonell, a Gorguja, vist des de la carretera N-154

El poble se situa en un pla al sud-est del terme municipal prop del riu d'Er i al nord-est de la frontera amb França. El lloc és citat ja l'any 875 amb el nom de Curcuga.
L'any 2021 tenia 24 habitants.

## Llocs d'interès
- L'església, dedicada a la Mare de Déu dels Àngels, a Gorguja petita
- El Mas Carbonell, documentat des del segle xiii i capdavanter de la modernització agrícola i ramadera de la comarca al segle xix